# Castelseprio
Castelseprio ist eine italienische Gemeinde (comune) in der Provinz Varese, Region Lombardei.

## Geographie
Die Gemeinde liegt etwa 10,5 Kilometer südsüdöstlich von Varese an der Olona und bedeckt eine Fläche von 3,88 km². Zu Castelseprio gehören die Fraktionen Castel Seprio und Vico Seprio und den Weiler Cascina Brughera. Die westliche Gemeindegrenze bildet der Sturzbach Tenore. Die Nachbargemeinden sind Cairate, Carnago, Gornate-Olona und Lonate Ceppino.

## Geschichte
Castelseprio gehört zu einer wichtigen archäologischen Stätte in Norditalien mit europaweiter Bedeutung. Die Gemeinde ist bekannt für seine archäologische Zone, das befestigte Dorf, das die Hauptstadt des Contado del Seprio war. Castelseprio wurde während der barbarischen Invasionen um das 4. Jahrhundert als Verteidigungsposten errichtet. Von Sibrium, dem lateinischen Namen für Castelseprio, führte die Via Novaria–Comum, eine Römerstraße, die Novaria (das heutige Novara) über Sibrium (Castelseprio) mit Comum (Como) verband. Seprios Herrschaftsgebiet erstreckte sich vom Luganersee über den Monte Ceneri, Parabiago, das Val d’Intelvi und das Tessin bis zum Lago Maggiore. Castelseprio wurde in byzantinischer Zeit zur Verwaltungs-, Gerichts- und Militärhauptstadt und behielt seine Bedeutung, bis Mailand und Como begannen, ihr das große Gebiet streitig zu machen.
Sie wurde 1287 von den Mailändern durch den Verrat einiger Bergbewohner aus dem Ossola-Tal zerstört. Ottone Visconti, Erzbischof von Mailand, verfügte, dass die Festung nie wieder aufgebaut werden sollte, nur die Sakralbauten wurden verschont. Fünf Jahrhunderte lang bedeckte die Vegetation die Überreste des Castrums. Das Castrum gilt als archäologische Stätte von europäischer Bedeutung. Fresken in der Kirche Santa Maria foris portas, die Reste der Basilika San Giovanni und die von San Paolo. Zum gleichen archäologischen Unikat gehört das Kloster von Torba, das von der FAI verwaltet wird.
Die Kirche Santa Maria foris Portas, die zum Klosterkomplex von Torba gehört, hat ihre Ursprünge im 7./8. Jahrhundert
und das archäologische Gebiet wurde am 26. Juni 2011 als Teil des Komplexes der archäologischen Stätten im Zusammenhang mit der langobardischen Herrschaft in Italien (Langobarden in Italien: Orte der Macht (568–774 nach Christus)) zum UNESCO-Welterbe erklärt.

## Bevölkerung
| Bevölkerungsentwicklung | Bevölkerungsentwicklung | Bevölkerungsentwicklung | Bevölkerungsentwicklung | Bevölkerungsentwicklung | Bevölkerungsentwicklung | Bevölkerungsentwicklung | Bevölkerungsentwicklung | Bevölkerungsentwicklung | Bevölkerungsentwicklung | Bevölkerungsentwicklung | Bevölkerungsentwicklung | Bevölkerungsentwicklung | Bevölkerungsentwicklung |
| ----------------------- | ----------------------- | ----------------------- | ----------------------- | ----------------------- | ----------------------- | ----------------------- | ----------------------- | ----------------------- | ----------------------- | ----------------------- | ----------------------- | ----------------------- | ----------------------- |
| Jahr                    | 1751                    | 1771                    | 1853                    | 1859                    | 1881                    | 1901                    | 1921                    | 1951                    | 1971                    | 1991                    | 2001                    | 2011                    | 2021                    |
| Einwohner               | 301                     | 364                     | *466                    | 491                     | 557                     | 584                     | 602                     | 732                     | 923                     | 1097                    | 1237                    | 1281                    | 1299                    |

- 1809 Fusion mit Carnago nel 1809
- 1928 Fusion mit Carnago nel 1928

## Sehenswürdigkeiten
- Pfarrkirche Santa Maria foris Porta
- Castrum Castelseprio (Ruine)

## Bilder

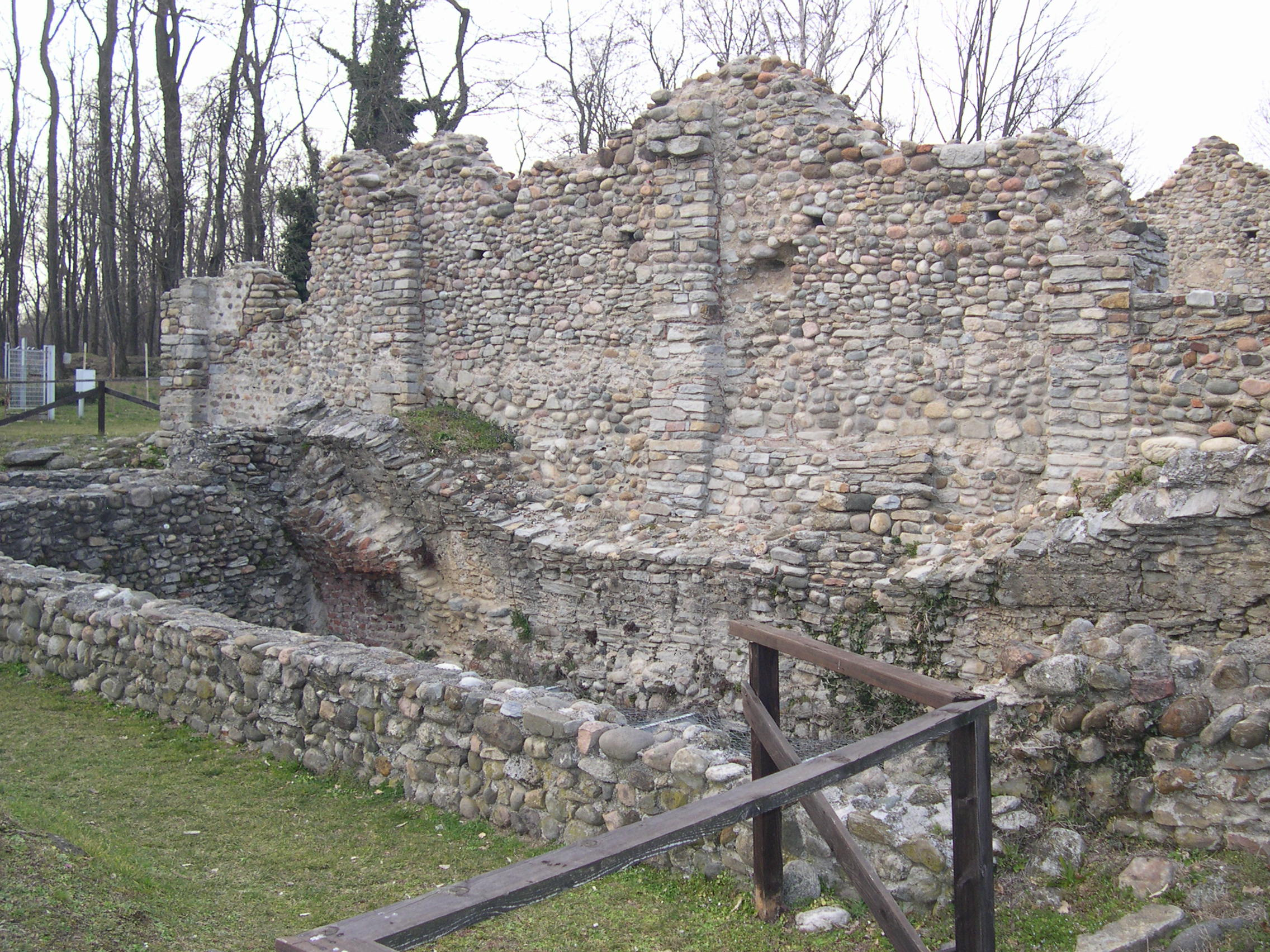
Castrum Castelseprio
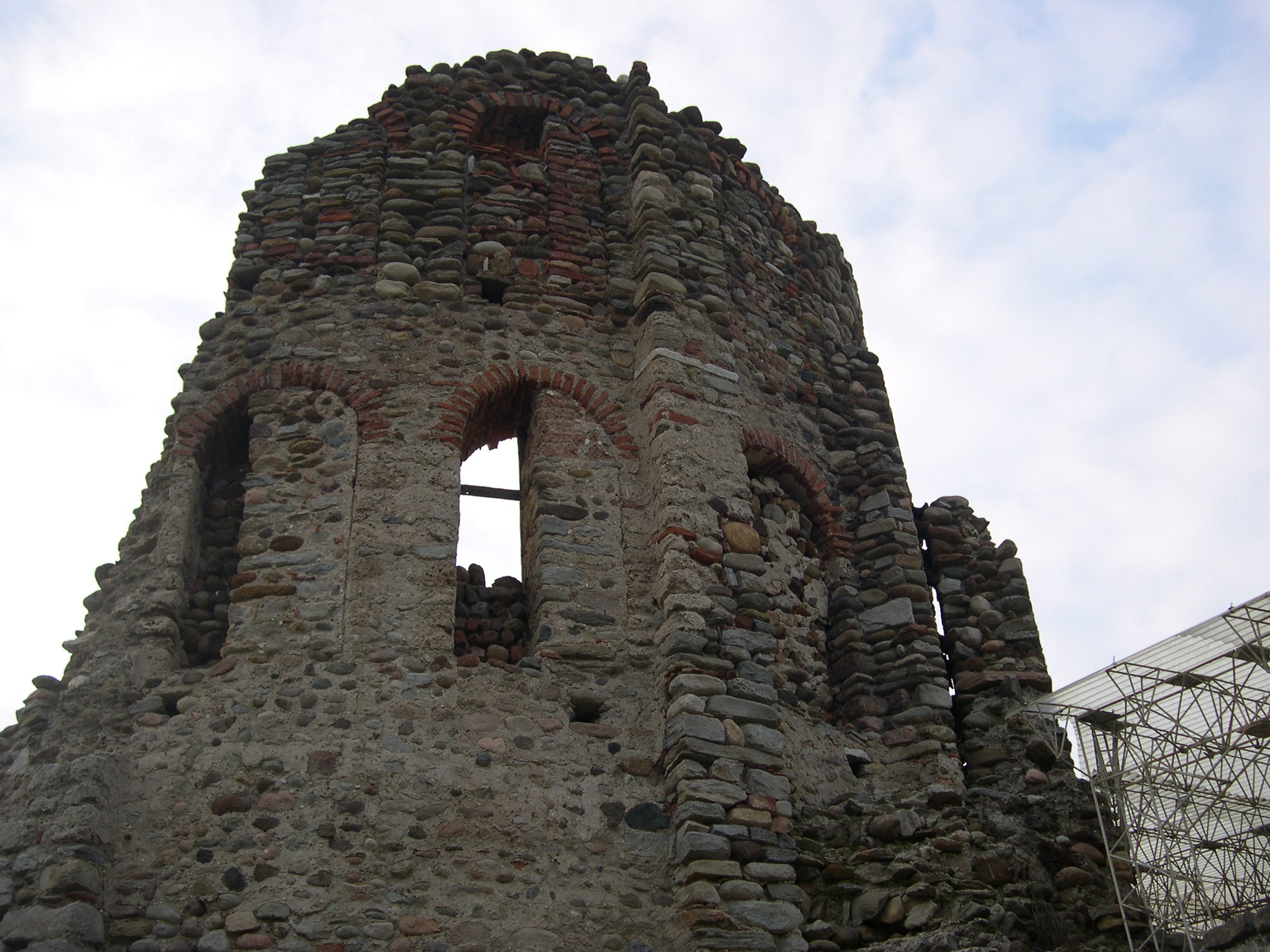
Ruine Baptisterium San Giovanni Battista
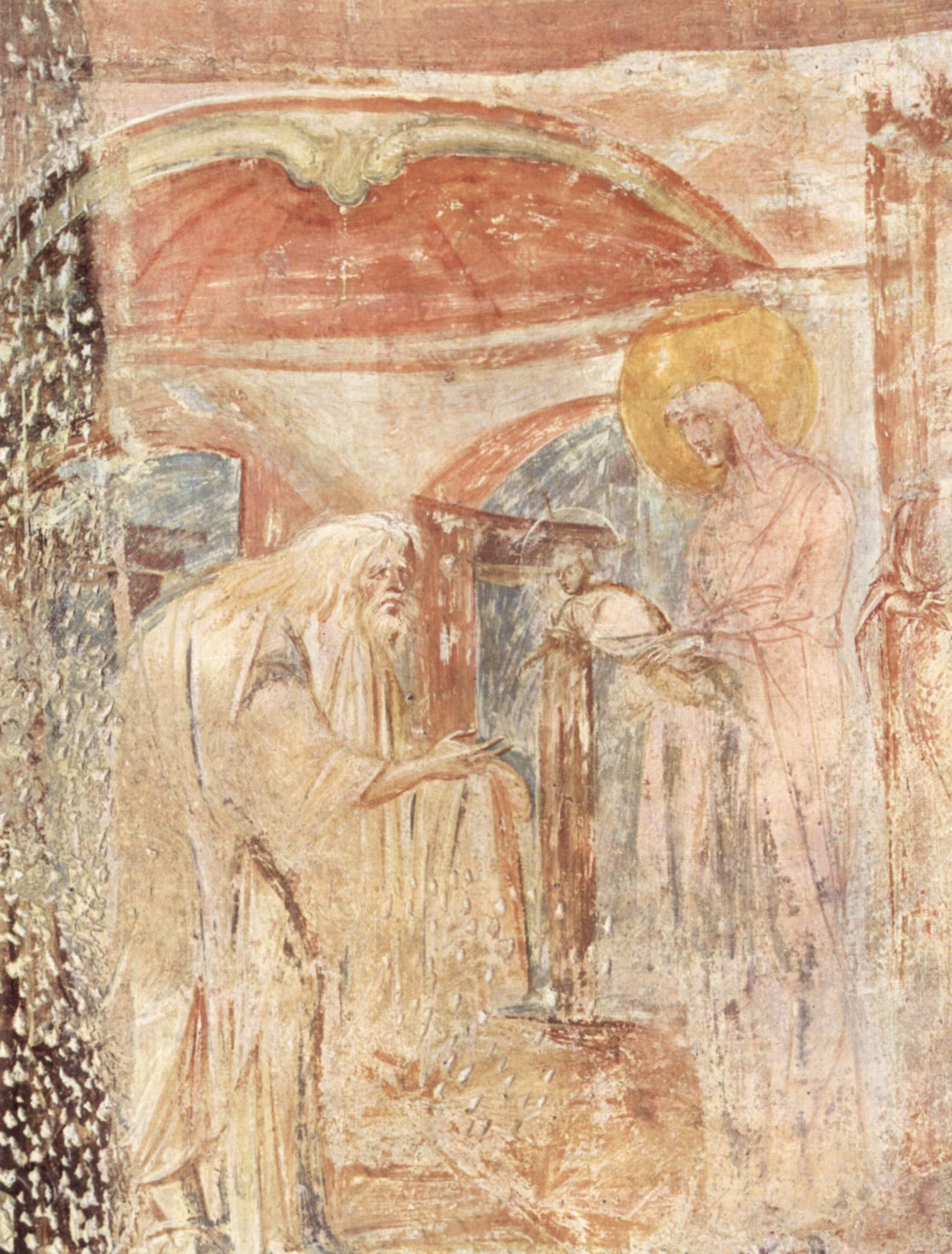
Fresko des Malers Meister von Castelseprio
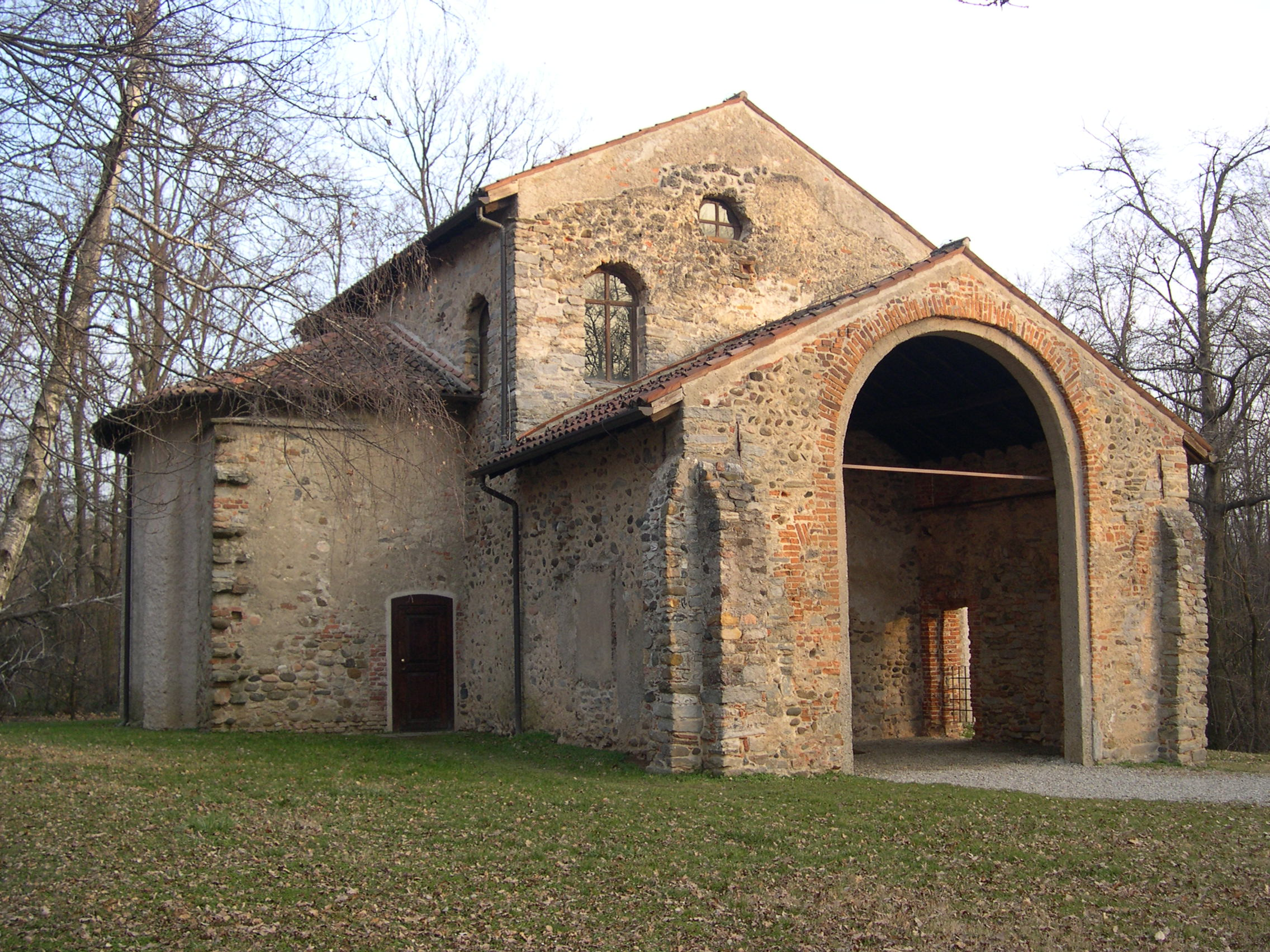
Pfarrkirche Santa Maria foris Portas
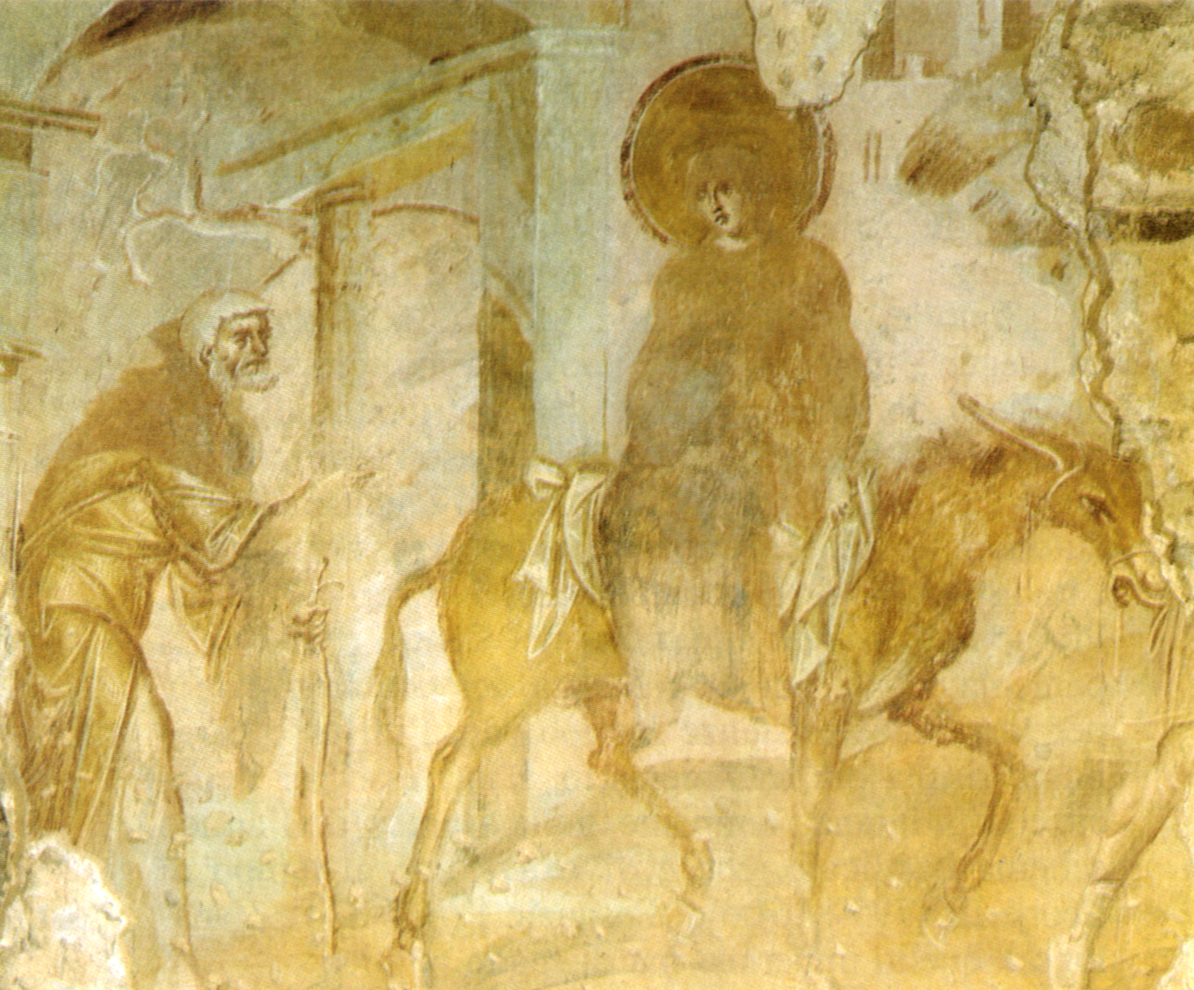
Fresko des Malers Meister von Castelseprio

## Persönlichkeiten
- Bernardino de Conti (um 1470 – nach 1522), Maler der Renaissance